# Molitva
"Molitva" (dansk oversættelse: "Bøn") er en sang af den serbiske sangerinde Marija Šerifović og vinderen af det 52. Europæiske Melodi Grand Prix.

## Melodi Grand Prix
Sangen vandt både semifinalen og finalen med henholdsvis 298 point og 268 point. Sangen, der repræsenterede Serbien, fik 9 topkarakterer (12 point) og point fra alle 42 deltagende lande, undtagen Andorra, Estland, Litauen, Tyrkiet og Storbritannien. Danmark gav sangen 6 point i både semifinalen og finalen. 

## Diverse versioner og remix
Den serbiske tv-station RTS udgav i alt 8 alternative versioner af sangen inden Grand Prixet: 
1. "Destiny" – Engelsk version
2. "Molitva" – Russisk version
3. "Rukoilen" – Finsk version (Finland var dette års værtsland)
4. "Destiny" Dance Mix (Engelsk)
5. "Molitva" Dance Mix (Russisk)
6. "Molitva" Dance Mix (Serbisk)
7. "Molitva" Jovan Radomir Mix (Serbisk)
8. "Molitva" Instrumental violin version (Serbisk)

## Fodnoter
1. ↑  Eurovision Song Contest 2007 Final | Year page | Eurovision Song Contest – Düsseldorf 2011
2. ↑  http://www.eurovision.tv/addons/scoreboards/2007/semifinal.html
3. ↑  "Marija Šerifović – "Molitva"". Arkiveret fra originalen 13. maj 2007. Hentet 12. oktober 2007.